# إيراد حدي

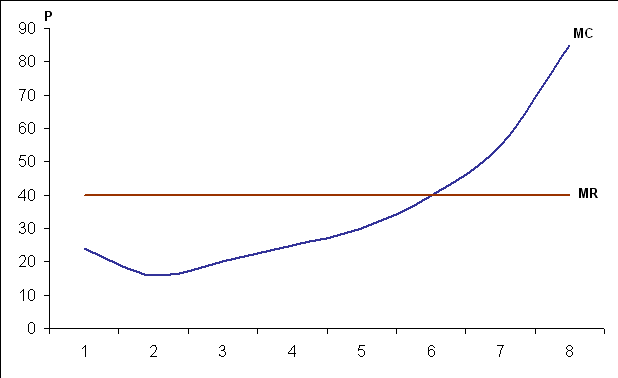
الإيراد الحدي – تحليل بياني لمنحنيات التكلفة والإيراد

الإيراد الحدي (بالإنجليزية: Marginal revenue)‏ بالفرنسية Revenu marginal 

يمثل الإيراد الحدي الزيادة في الإيرادات الكلية الناتجة عن بيع وحدة إضافية.

## تعريف
الإيراد الحدي هو الإيراد الإضافي الذي قد تكسبه الشركة إذا باعت وحدة إضافية واحدة من المخرجات.
وفي المنافسة الكاملة يكون الإيراد الحدي يساوي السعر: P=MR.
أما في المنافسة غير الكاملة فيكون الإيراد الحدي أقل من السعر.
لأنه كي نتمكن من بيع وحدة إضافية لابد من خفض سعر جميع الوحدات التي سبق بيعها.
ويمكن تعريف الإيراد الحدي بأنه معدل أو مقدار التغير في الإيراد الكلى نتيجة التغير في الكمية المنتجة والمباعة بوحدة واحدة أي أنه إيراد الوحدة الإضافية المنتجة والمباعة.
كما أن الإيراد الحدي = التغير في الإيراد الكلى ÷ التغير في الكمية المنتجة والمباعة.

## مفهومه
يمكن أيضا أن يوصف بأنه يمثل التغير في الإيرادات الكلية مقسومة على التغير في عدد الوحدات المباعة.

أي بشكل رياضي:
{\displaystyle MR={\frac {dTR}{dQ}}={\frac {dP}{dQ}}\cdot Q+{\frac {dQ}{dQ}}\cdot P=Q\cdot {\frac {dP}{dQ}}+P.}
حيث :

{\displaystyle MR} هو الإيراد الحدي

{\displaystyle TR} هي الإيرادات الكلية

{\displaystyle P} يمثل السعر

{\displaystyle Q} تمثل الكمية المباعة

## في العملية الانتاجية
تعظيم الربح يتطلب أن تنتج المؤسسة المنتجة إلى الحد الذي يتساوى فيه الإيراد الحدي مع التكلفة الحدية (نقطة التوازن أو نقطة تعظيم الربح).

فتقارن الشركة بين الإيراد الحدي والتكلفة الحدية عند كل كمية تنتجها:

الحالة الأولى : إذا كان الإيراد الحدي أعلى من التكلفة الحدية، عند ذلك يمكن للمؤسسة أن تزيد من أرباحها عن طريق زيادة الكمية المنتجة حتى تتساوى MR & MC.

الحالة الثانية : حال كان الإيراد الحدي أقل من التكلفة الحدية، فإنه يمكن للمؤسسة أن تزيد من أرباحها عن طريق خفض الكمية المنتجة حتى تتساوى MR & MC.